# Frontières de la Norvège

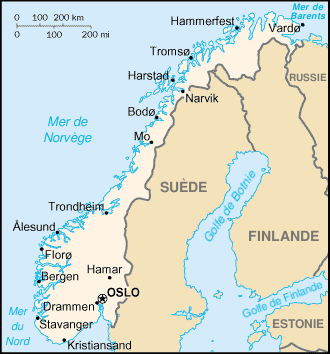
Carte de la Norvège

Cet article recense les frontières de la Norvège.
Les frontières terrestres de la Norvège s'étendent sur 2 566 km, la plus longue étant celle avec la Suède.

## Frontières terrestres
- Finlande, voir frontière entre la Finlande et la Norvège

## Frontières terrestres et maritimes
- Suède, voir frontière entre la Norvège et la Suède
- Russie, voir frontière entre la Norvège et la Russie
- Union européenne, voir frontière entre la Norvège et l'Union européenne

## Frontières maritimes
- Danemark, voir frontière entre le Danemark et la Norvège
- Islande, voir frontière entre l'Islande et la Norvège
- Royaume-Uni, voir frontière entre la Norvège et le Royaume-Uni